# Bartolomeo Marchionni
Bartolomeo Marchionni (Florencia, ca. 1450 - ¿Lisboa? ca. 1530) fue un mercader portugués de origen florentino que acumuló una gran fortuna y jugó un papel protagonista en la Era de los Descubrimientos.

## Origen y familia
Marchionni nació en Florencia en 1449 o 1450. Sus padres, Domenico di Marchionne y Constanza di Giovanni Chiari, y su tío regentaban una tienda en la que trabajó Bartolomeo.
En 1466 empezó a trabajar para el banco Cambini y en 1469 sus patrones le propusieron el puesto de corresponsal del banco en Lisboa. Marchionni se mudó a la ciudad portuguesa el año siguiente y apenas saldría de ella hasta su muerte. El 12 de julio de 1482 el rey Juan II de Portugal le concedió la nacionalidad portuguesa por carta de naturaleza.
En Lisboa Marchionni tuvo hijos con al menos dos mujeres portuguesas, con ninguna de las cuales contrajo matrimonio: con Catarina Dias tuvo a su hija primogénita, María, legitimada en 1496; con Eleonor Eanes, cuatro hijos varones: Pero Paulo, Leonardo, Belchior y Domingos, legitimados en 1506. Algunas fuentes le atribuyen hasta cuatro hijos más, llamados Luis, Duarte, Isabel y Ana.

## Actividad empresarial
En Lisboa, Marchionni desplegó una intensa actividad empresarial que le llevó a convertirse en un hombre "muy rico", según crónicas contemporáneas. No se limitó a comerciar con los productos europeos y atlánticos que convergían en Lisboa sino que financió y participó activamente, en una ocasión enviando a su propio hijo, en las expediciones portuguesas al océano Índico y a las costas del actual Brasil.
Sus colaboradores más cercanos en Lisboa fueron Leonardo Nardi y, a partir de 1500, un sobrino llamado Benedetto Morelli. Hasta mediados de los años 1490 mantuvo estrechas relaciones comerciales con otros dos florentinos afincados en la península ibérica: Juanoto Berardi en Sevilla, y Cesare Barchi en Valencia.

### Corresponsal del banco Cambini
Cuando Marchionni llegó a Lisboa, en 1470, los portugueses habían explorado buena parte del litoral atlántico de África así como los archipiélagos de Madeira y Azores. A la capital portuguesa llegaban productos de todas estas regiones. Marchionni emprendió negocios por cuenta del banco los Cambini, comerciando con malagueta, orchilla, azúcar, tejidos o cuero. A resultas de estas actividades acumuló una deuda considerable con el banco (6.500 florines), que quedó impagada cuando los Cambini entraron en quiebra en 1482. Durante este tiempo consiguió el favor del rey Alfonso V primero y después de su hijo Juan II.

### Tráfico de esclavos
Marchionni participó en la trata de esclavos africanos desde al menos 1482, cuando envió 100 de ellos de Lisboa a Valencia.
En 1486 obtuvo del rey Juan II de Portugal la concesión del tráfico esclavista de toda la región africana denominada "Ríos de los Esclavos". Este arrendamiento duró hasta al menos 1493. Se ha calculado que en ese periodo Marchionni importó a Portugal al menos 1.648 esclavos, lo cual representa un 46% de todos los llegados en esos años. Según Hieronymus Münzer, que viajó por España en 1494-1495, Marchionni le pagaba 40.000 ducados anuales al rey de Portugal por este privilegio. De Lisboa, Marchionni reexportaba una gran parte de los africanos esclavizados a otras ciudades europeas, sobre todo a Sevilla y Valencia. En 1510 fue Marchionni quien le suministró a Castilla los primeros esclavos africanos que fueron enviados al Nuevo Mundo.
También organizó y financió incursiones esclavistas en el actual Brasil, por ejemplo la de una nave que en 1511 apresó a 36 indígenas y los condujo a Portugal.

### Expediciones a la India
Marchionni participó desde el principio y con gran intensidad en las expediciones portuguesas a la India y las islas de las Especias, por la ruta del cabo de Buena Esperanza. En la primera década del siglo XVI fue el mercader privado más activo en este negocio.
Está atestiguada documentalmente la intervención de Marchionni en las armadas siguientes:
| Años      | Capitán                | Naves fletadas por Marchionni | Notas |
| --------- | ---------------------- | ----------------------------- | --- |
| 1500-1501 | Pedro Álvares Cabral   | una, la Annunziatta           | Asociado con Álvaro de Bragança, Girolamo Sernigi y Antonio Salvago. Retornó con 300 cántaros de pimienta, 160 de canela y otras especias                                |
| 1501-1502 | João da Nova           | una o dos                     | Quizás asociado con Álvaro de Bragança; consiguieron grandes beneficios aunque las naves solo regresaron con media carga, por falta de oro y plata para comprar especias |
| 1502-1503 | Vasco da Gama          | al menos una                  | Esta flota trajo el mayor cargamento de especias visto en Portugal hasta entonces                                                                                        |
| 1503-1504 | Afonso de Albuquerque  | una                           | |
| 1505-1506 | Francisco de Almeida   | al menos una                  | Asociado con inversores alemanes |
| 1506-1508 | Tristán de Acuña       | al menos una                  | |
| 1509-1510 | Fernão Coutinho        | dos                           | |
| 1518-1519 | Diogo Lopo de Sequeira | una                           | Expedición a las islas Maldivas. En la nave de Marchionni embarcó su hijo Pedro Paulo.                                                                                   |
| 1520-1521 | Jorge de Brito         | al menos una                  | |

### Expediciones a Brasil
En 1500 la expedición de Cabral, en la cual iba una nave fletada por Marchionni, avistó las costas del actual Brasil y envió la noticia a Lisboa. Casi inmediatamente, el rey Manuel I ordenó que se enviara una flotilla de exploración a aquellas tierras. Se cree que Marchionni estuvo implicado en su preparación y que probablemente fue él quien sugiriese al rey que reclutase al también florentino Amerigo Vespucci, por aquel entonces residente en Sevilla. Esta expedición encontró palo brasil, de mejor calidad que el hallado por los castellanos en el Caribe, dando así inicio a una lucrativa explotación.
Es posible que Marchioni también financiase otra armada de exploración en 1503 o 1504 y es seguro que en 1511 armó una nave que volvió de Brasil cargada de palo brasil, animales exóticos y 36 indios esclavizados.

## Intercambios culturales
Marchionni fue un intermediario clave en el flujo de personas, libros e ideas entre Lisboa y Florencia. Él mismo escribió cartas a Italia con noticias recientes sobre las expediciones portuguesas a ultramar. Un familiar de Marchionni afirmó que fue él el intermediario a través del cual llegó al rey Alfonso V de Portugal la famosa carta de Paolo del Pozzo Toscanelli sobre navegación hacia occidente. En cualquier caso, Marchionni fue uno de los nodos clave de la red europea de mercaderes florentinos.

## Muerte y posteridad
Se desconoce la fecha exacta del fallecimiento de Marchionni, si bien los documentos conservados demuestran que tuvo que ser entre los años 1526 y 1536. Algunas fuentes afirman que murió en octubre de 1527 y que fue enterrado en el lisboeta monasterio de Santo Domingo.
Los contemporáneos admiraron la fiabilidad de Marchionni: "no sé si Bertolameu querría, aunque pudiese, deshacer un contrato que hiciese uno de sus factores, por no perder el crédito que tiene" (Gonçalo Fernandes, 1510).